# マリーケ・フェルフールト
マリーケ・フェルフールト（Marieke Vervoort、1979年5月10日 - 2019年10月22日）は、ベルギーの女性車いすアスリート（車いす陸上競技 T52クラス）。パラリンピック金メダリスト。

## 概要
14歳の時に反射性交感神経性ジストロフィー、進行性四肢麻痺の診断を受けた。
車いすバスケットボール、水泳、パラトライアスロンなどに挑戦し、2006年と2007のパラトライアスロン世界選手権の女子ハンドサイクル部門（PC1クラス）において、優勝した。2007年にはハワイで行われたアイアンマンレース（女子ハンドサイクル）に出場した。その後、パラトライアスロンから転向し、ブローカートや車いす陸上競技を行うようになった。

### 主な競技成績
2012年ロンドンパラリンピックにおいて、T52クラスの100mで金メダルを、同200mで銀メダルを獲得した。
2016年リオデジャネイロパラリンピックでは、T51/52クラスの400mで銀メダルを、同100mで銅メダルを獲得した。
2019年時点では、400m、800m、1,500m、5,000mにおいて、世界記録（女子T52クラス）を保持していた。

### 安楽死
筋力が徐々に衰える進行性の脊髄疾患に苦しんでおり、治療は不可能とされており、痛みや発作で眠れないことがある状態だった。自身の障害による苦痛などから、緩和ケアや安楽死問題に携わるウィム・ディステルマンズ医師と出会い、安楽死を選択するための承認を求め、2008年に書類にサインした。
リオパラリンピックの大会中には、大会後に競技から引退し、安楽死を実行するとの報道で注目された。記者会見では、「その時はまだ来ていない」と述べ、競技引退後すぐの安楽死を否定していた。
2017年には日本に旅行で訪れ、交流会等にも参加している。2018年には、競技用具等をベルギーのスポーツ博物館（蘭: Sportimonium）に寄贈し、特別展示会が開催された。
鎮痛剤への依存や、入退院を繰り返す中、安楽死の実施が選択され、2019年10月22日に死去した。死後、遺骨は彼女の希望でスペイン、カナリア諸島の海に散骨されたという。
友人で写真家のリンジー・アダリオと、ニューヨークタイムズの記者アンドリュー・ケーは、最後の日々に密着取材した記事を公表した。取材は本人の許可を得たものであったが、家族からは故人のプライバシーの問題についての懸念も示された。
また、ポーラ・ラパポートにより、安楽死までの最後の3年間を追ったドキュメンタリー「Addicted to Life」（アメリカ・ベルギー 2022年）が製作された。日本でも「生きるこだわり 安楽死を選んだパラ金メダリスト」として、NHK、NHKBSで放映された（50分の再編集版）。

## 受賞歴
- 2012年、フランドルスポーツ賞（フランドル・スポーツ・ジュエル）を授与された[18]。
- 2013年11月、フィリップ国王とマティルド王妃から王冠勲章（英語版）グランドオフィサー章を授与された[19]。
- 2012年と2015年には、ベルギーのパラリンピアン・オブ・ザ・イヤーを受賞した[20]。
- 2014年、ビクトル・ボワン賞（英語版）を受賞した[21][22]。
- 2015年、フランドルスポーツジャーナリスト協会（VBS）が選定する「フレミッシュジャイアント」賞（蘭: Vlaamse Reus）に選定された[23]。
- 2016年、フランドル共同体名誉勲章（オランダ語版）を受賞した。